# Fluxus
Fluxus er en international anti-kunstbevægelse, der blev navngivet i 1961 af George Maciunas fra Litauen. Bevægelsen udtrykker sig med happenings og Performance. Navne som Yoko Ono, Robin Page, Joseph Beuys, Wolf Vostell, Nam June Paik, Niels Viggo Bentzon og Henning Christiansen er forbundet med bevægelsen.